# Diona (mitologija)
Diona (grč. Διώνη, Diốnê) u grčkoj mitologiji nimfa je i Titanida.

## Etimologija
Dionino grčko ime izvedenica je od genitiva imena "Zeus" koji glasi Διός, Díos. Dakle, znači "božanska".

## Mitologija
Vjerojatno su obje Dione bile zapravo ista osoba, no razlikuju se dvije interpretacije:

### Titanida
Prema Apolodoru, Titanida Diona (kao eponimska božica Zeusova proročanstva) bila je Uranova i Gejina kći. Prema nekim rijetkim izvorima, bila je u vezi sa Zeusom iz koje se rodila Afrodita. 
Bila je zaštitnica proročišta u Dodoni, u Tesprotiji u sjevernoj Grčkoj. U Dodoni su prorokovale tri njezine svećenice Pelejade. Po tom je Diona bila slična svojim sestrama Temidi i Febi koje su prorokovale u Delfima (Temida također i u dodonskim proročištima).

### Nimfa
Prema Heziodu, Diona je bila Okeanida, Okeanova i Tetijina kći.
Prema drugim izvorima, poput Higina, bila je nimfa, kći Titana Atlanta i kćeri lidijskog kralja Tantala. Po tomu je pak bila Atlantida, zvjezdana i planinska nimfa.

## Vanjske poveznice
- Diona (Titanida) u klasičnoj literaturi (engl.)
- Diona (Nimfa) u klasičnoj literaturi (engl.)